# Sleep of the Angels
Sleep of the Angels – piąty album studyjny greckiego zespołu black metalowego Rotting Christ. Wydawnictwo ukazało się 9 marca 1999 roku nakładem wytwórni muzycznej Century Media Records. Nagrania zarejestrowano w Woodhouse Studios w Hagen we wrześniu 1998 roku. Gościnnie na albumie wystąpił gitarzysta i producent muzyczny Waldemar Sorychta.

## Lista utworów
Opracowano na podstawie materiału źródłowego.
| Nr  | Tytuł utworu                             | Długość |
| --- | ---------------------------------------- | ------- |
| 1.  | „Cold Colours”                           | 3:36    |
| 2.  | „After Dark I Feel”                      | 4:30    |
| 3.  | „Victoriatus”                            | 4:01    |
| 4.  | „Der Perfekte Traum (The Perfect Dream)” | 4:26    |
| 5.  | „You My Flesh”                           | 4:34    |
| 6.  | „The World Made End”                     | 3:02    |
| 7.  | „Sleep the Sleep of Angels”              | 4:34    |
| 8.  | „Delusions”                              | 3:36    |
| 9.  | „Imaginary Zone”                         | 3:45    |
| 10. | „Thine Is the Kingdom”                   | 4:59    |
|     |                                          | 41:03   |

## Twórcy
Opracowano na podstawie materiału źródłowego.
| Zespół Rotting Christ w składzie - Sakis Tolis – gitara, wokal prowadzący - Kostas Vassilakopoulos – gitara - Andreas Lagios – gitara basowa - George Zaharopoulos – instrumenty klawiszowe - Themis Tolis – perkusja |  | Dodatkowi muzycy - Eddy Kante – wokal wspierający (4) - Waldemar Sorychta – gitara (3, 5) |  | Inni - Siggi Bemm – miksowanie, mastering - Alexandre "Xy" Locher – inżynieria dźwięku, produkcja - Carsten Drescher, Stephen Kasner – oprawa graficzna |